# Johann Bernhard Bach
Johann Bernhard (Bernard) Bach (23. května 1676 Erfurt, Durynsko, Německo – 11. června 1749 Eisenach) byl německý varhaník a hudební skladatel, člen erfurtské linie hudební rodiny Bachů.

## Život
Johann Bernhard Bach byl synem Johanna Aegidia Bacha, u kterého získal hudební vzdělání. Krátce také studoval hudbu u svého bratrance Johanna Sebastiana Bacha ve Výmaru.
V roce 1695 se Johann Bernhard Bach stal varhaníkem v Kaufmannskirche v Erfurtu. Získal si vynikající pověst, na jejímž základě byl povolán do Magdeburgu. V roce 1703 se vrátil do Durynska, když mu smrti jeho strýce Johanna Christopha Bacha bylo nabídnuto místo dvorního varhaníka a cembalisty v Eisenachu. Toto místo pak zastával až do své smrti v roce 1749.
Hudební život v Eisenachu byl v té době na vysoké úrovni díky třem významným osobnostem. Kromě Bacha zde působil houslový virtuos Pantaleon Hebenstreit a neméně slavný dirigent a skladatel Georg Philipp Telemann.
V roce 1741 se Eisenach stal součástí Výmarského knížectví a jeho hudební soubor byl rozpuštěn. Bach však zůstal v dvorních službách. Zemřel v Eisenachu 11. června 1749. Jeho syn Johann Ernst Bach se stal rovněž hudebníkem a hudebním skladatelem. V posledních letech života Johanna Bernharda pracovali společně.

## Dílo
Nedochovalo se mnoho skladeb Johanna Bernharda Bacha. Převážně jde o menší skladby pro cembalo a suity pro smyčcový orchestr. Některé z varhanních skladeb byly okopírovány Bachovým žákem Johann Gottfried Waltherem. V článku z roku 1754 se uvádí, že byl autorem mnoha krásných ouvertur ve stylu Telemanna.
- 4 ouvertury pro orchestr
- Fuga pro varhany
- Varhanní chorály:
  - Du Friedefürst, Herr Jesu Christ
  - Vom Himmel hoch
  - Christ lag in Todesbanden
  - Nun freut euch lieben Christen
  - Wir glauben all an einen Got! (3 verse)
  - Jesus, Jesus, nichts als Jesus

- Díla, která byla původně připisována J. S. Bachovi:
  - Fantasia pro cembalo c-moll, BWV 919
  - Ciacona pro cembalo B-dur, BWV Anh 82
  - Ciacona pro cembalo A-dur, BWV Anh 83
  - Ciacona pro cembalo G-dur, BWV Anh 84